# Felsőtokaj
Felsőtokaj (1899-ig Orosz-Tokaj, szlovákul: Tokajík) község Szlovákiában, az Eperjesi kerület Sztropkói járásában.

## Fekvése
Sztropkótól 14 km-re délkeletre, az Olyka-patak és az Ondava között fekszik.

## Története
A 18. század végén Vályi András így ír róla: „Orosz Tokaj. Orosz falu Zemplén Várm. földes Ura Jekelfalusy Uraság, lakosai egygyesűltt ó hitüek, fekszik n. k. Piskoróczhoz 1/2, d. Orosz Hrabótzhoz is 1/3, é. Brusnyiczához 1 1/2 órányira; erdeje van, határja 3 nyomásbéli, hegyes és köves, zabot, rozsot nehéz mívelés után terem.”
Fényes Elek 1851-ben kiadott geográfiai szótárában így ír a faluról: „Orosz-Tokaj, orosz falu, Zemplén vgyében, Turány fil. 9 romai, 140 gör. kath., 10 zsidó lak., 323 h. szántóföldekkel. F. u. b. Vécsey. Ut. p. Orlik.”
Borovszky Samu monográfiasorozatának Zemplén vármegyét tárgyaló része szerint: „Felsőtokaj, azelőtt Orosz-Tokaj. Ruthén kisközség, melyben mindössze 19 ház van. Lakosai görög katholikusok és számuk 125. Már 1494-ben Erdődi Bakócz Miklós birtokaként van említve. Azután a kir. kamaráé, majd Perényi Gáboré, míglen 1569-ben Pethő János kap rá kir. adományt. Mint a sztropkói vár tartozéka szerepel egész a XVIII. századig, a mikor a báró Vécsey család lesz az ura. Ezt követi a Jekelfalussy és a Dessewffy család, most pedig Krízer Lajosnak van itt nagyobb birtoka. A községben nincs templom. Postája és távírója Kelcse és vasúti állomása Homonna.”
1920 előtt Zemplén vármegye Sztropkói járásához tartozott.

## Nevezetessége

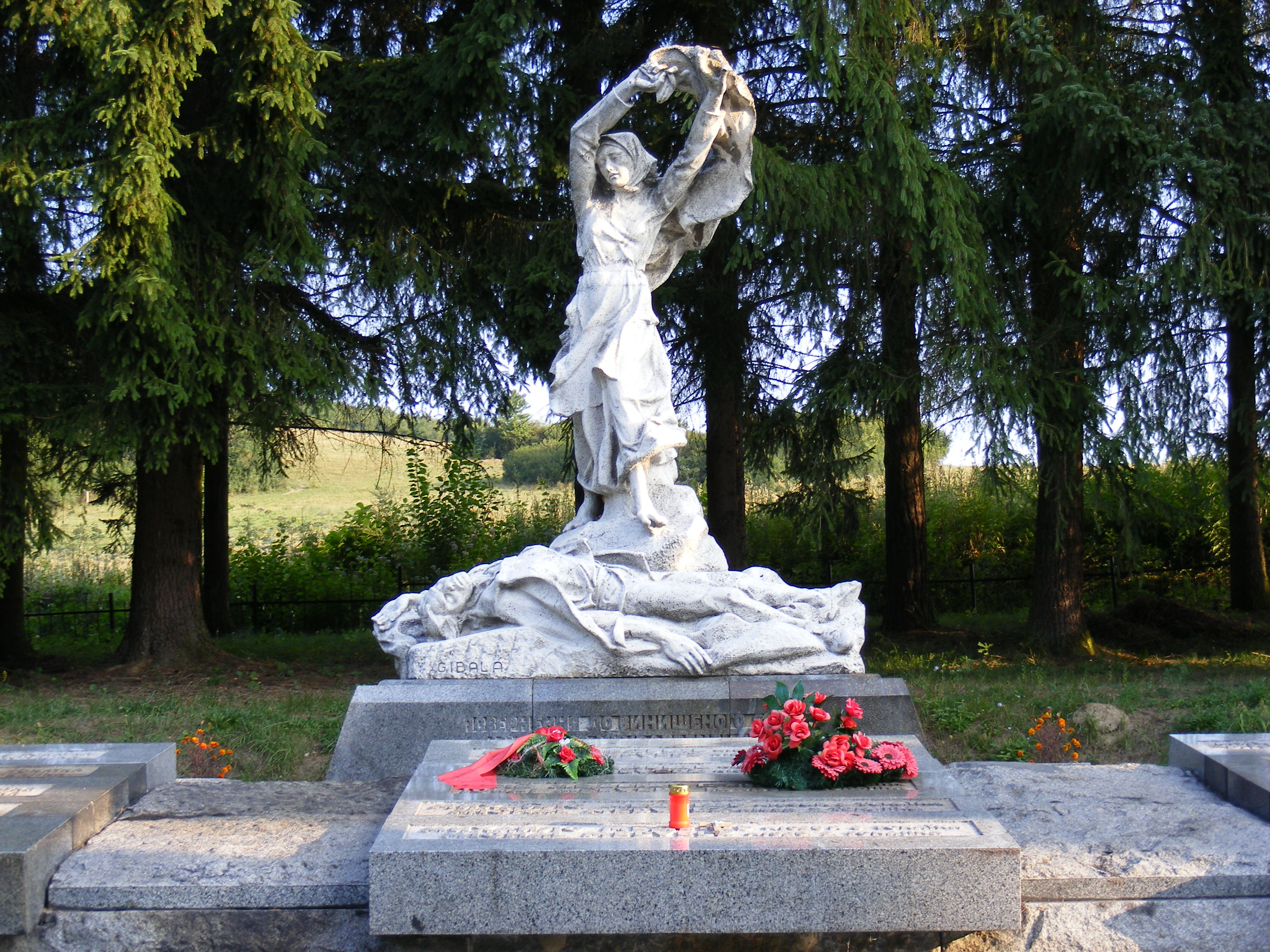
2. Világháborús emlékmű
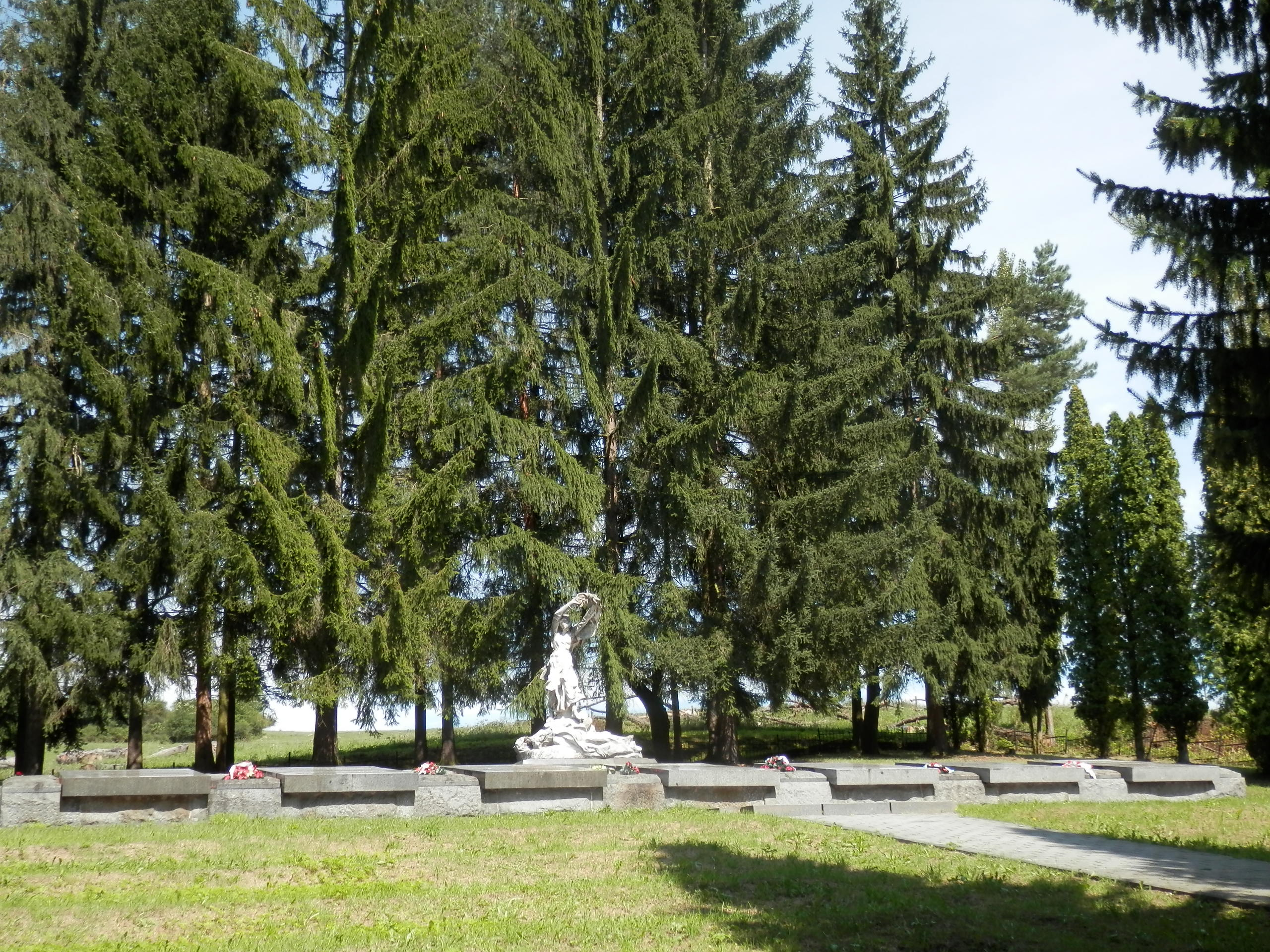

## Népessége
| Év:            | 1994. | 2004.    | 2014.   | 2024.   |
| -------------- | ----- | -------- | ------- | ------- |
| Emberek száma: | 135   | 111      | 103     | 95      |
| Eltérés:       |       | -17,77 % | -7,20 % | -7,76 % |

| Év:            | 2023. | 2024.   |
| -------------- | ----- | ------- |
| Emberek száma: | 96    | 95      |
| Eltérés:       |       | -1,04 % |

1910-ben 135, túlnyomórészt ruszin lakosa volt.
2001-ben 111 lakosából 110 szlovák volt.
2011-ben 118 lakosából 112 szlovák.